# مدیوم (فیلم)
مدیوم (فیلم) فیلمی به کارگردانی علی توکل‌نیا و نویسندگی محمدرضا دیبائی ساختهٔ سال ۱۳۸۷ است.

## بازیگران
- مریلا زارعی
- شهراد وثوقی
- عسگر قدس
- خسرو جوادی
- سعید جلیلی
- متین حیدری نیا
- عاطفه بیک زاده
- محسن غلامی
- حسین کاشانی
- دریاقلی بیگی